# Raewyn Connell
Raewyn Connell (Sydney, 3 de gener de 1944), és una sociòloga, professora, catedràtica, activista, investigadora i escriptora australiana.
És coneguda per la seva Southern Theory i pel concepte de masculinitat hegemònica, per les seves investigacions sobre dinàmiques i jerarquies de classe i sexe en la vida quotidiana, i sobre les relacions de gènere. A més, ha treballat en els camps de la pobresa i l'educació, la sexualitat i la prevenció de la SIDA i la igualtat de gènere.
Actualment, és professora emèrita de la Universitat de Sidney. A més, és una dona molt activa a les xarxes socials, principalment a Twitter, on es defineix com a sociòloga ocupada, poetessa i dura feminista.

## Biografia

### Orígens i infantesa
Connell va néixer a Sydney, Austràlia, com a Robert William Connell. Procedeix d'una família burgesa de Melbourne i de colons rurals (irlandesos, escocesos i gal·lesos) que van formar part al segle xix de la colonització britànica de les terres aborígens al sud-est d'Austràlia. El seu pare, William Fraser Connell, fou un professor d'educació a la Universitat de Sydney i va dedicar la seva carrera a la investigació educativa, i la seva mare, Margaret Lloyd, també es va dedicar a l'educació com a docent de ciències en un institut d'ensenyament secundari.
La seva infància va transcórrer a la ciutat de Sidney, on va anar a l'escola Dee Why Public School i posteriorment va completar els estudis a l'Escola Secundària de Manly i North Sydney.

### Vida adulta i carrera professional
Raewyn es va llicenciar a la Universitat de Melbourne i es va doctorar a la Universitat de Sidney. Va destacar per ser una activista del moviment estudiantil New Left, un conjunt de moviments d'esquerra que durant els anys 60 i 70 replantejaven la societat, l'economia, la psicologia i la filosofia del moment.
L'any 1976, Connell va convertir-se en docent de sociologia a la Universitat de Macquarie i fins al 1991 va col·laborar amb diferents universitats del país. Aquest mateix any, va traslladar-se als Estats Units com a professora de sociologia de la Universitat de Califòrnia a Santa Cruz, on va treballar fins a l'any 1995. Va tornar després a Sidney, on ha ocupat una càtedra d'Educació a la Universitat, de la qual és professora emèrita des de juliol de 2014. També ha treballat a la Universitat Flinders a Adelaida i ha estat professora visitant a les universitats de Toronto, Harvard i Ruhr-Universität Bochum.
Durant tota aquesta etapa, Connell va compartir la vida amb la seva parella, Pam Benton, una activista en el moviment de les dones, psicòloga, escriptora, funcionària pública i investigadora social. Però, desgraciadament, Pam va morir el 1997 després d'una llarga lluita contra el càncer, deixant una filla en comú anomenada Kylie Benton-Connell.
L'any 2003 va treballar amb les Nacions Unides per investigar i proposar idees polítiques sobre el paper dels homes i nens per aconseguir la igualtat de gènere. A més, ha estat assessora de la UNESCO d'iniciatives pel canvi de les masculinitats i la millora de les relacions de gènere.
Raewyn Connell és una dona transsexual, que va realitzar la seva transició de gènere a l'edat adulta. Ha reflexionat sobre la transsexualitat en alguns dels seus llibres i en diversos articles, ja que és un tema que l'ha afectat en primera persona. En especial, cal destacar el seu article publicat a la revista Signs «La dona transsexual i el pensament feminista: cap a una nova comprensió i una nova política», un treball on recorda la problemàtica dels compromisos feministes amb dones transsexuals al llarg de la història i defensa una política de justícia social, en comptes d'una política d'identitat.
Al llarg de la seva carrera, signava només amb el cognom, Connell, fins al 2005, amb la segona edició del seu llibre Masculinities.
L'abril de 2023 va ser investida doctora honoris causa per la Universitat Pompeu Fabra.

## Teories i contribucions

### Classes i educació
Connell és molt coneguda per la seva investigació i teoria sobre la dinàmica de classes a gran escala, que relaciona amb la seva professió: l'educació. També estudia el desenvolupament de les classes socials en el context capitalista australià.
D'entre els diversos escrits i articles que ha publicat sobre aquest tema, cal destacar dos dels seus llibres: Ruling Class, Ruling Culture (Classe dominant, Cultura dominant, 1977) i Class Structure in Australian History (Estructura de classes en la història d'Austràlia, 1980, com a coautora).
Raewyn defensa que les classes són una dinàmica social amb molt de poder i s'ha d'estudiar com es constitueixen. De fet, explica que un dels seus primers treballs de camp com a sociòloga va consistir a examinar la conscienciació sobre les classes socials en nens i joves. Això la va portar a conèixer tant les zones més riques de Sidney com les més pobres, i la va impulsar a continuar escrivint i investigant sobre aquest tema. A més, ha treballat les desigualtats en l'educació com a qüestions de justícia social.

### LaSouthern Theory
«Southern theory» és el terme utilitzat per Connell per definir el pensament social de les societats del sud. I també és el títol de l'obra de Connell en què presenta la crítica de la teoria que ha estat vigent fins a l'actualitat, lligada a l'imperialisme i al colonialisme, o en la perifèria postcolonial. A més, és una crítica de diferents teories, com les d'Anthony Giddens, James S. Coleman i Pierre Bourdieu, o la de la globalització, en la qual l'autora mostra que estan construïdes a partir de punts de vista globals del Nord. 
Els intel·lectuals sovint escriuen sobre altres intel·lectuals i és el cas de Southern Theory, que està formada, en gran part, per assajos curts sobre pensadors / intel·lectuals de tot el món. Inclou històries de pensadors socials d'Àfrica, Amèrica Latina, Iran i Índia, entre d'altres. Amb aquesta obra, Connell ha intentat que es compti amb les ciències socials per a dissenyar les polítiques públiques de justícia social. Ha dut a terme estudis aplicats i ha donat consells polítics als governs sobre pobresa i educació, prevenció de la sida o equitat de gènere.

### Gènere i sexualitat[10]
El gènere i la sexualitat són temes propers a la vida de Connell. Per aquest motiu, totes les recerques i treballs que ha fet sobre aquesta àrea estan relacionats amb qüestions pràctiques o polítiques de la societat.
A l'inici de la seva carrera va fer una primera publicació d'investigació sobre el gènere: un estudi sobre les diferències entre sexes a partir d'enquestes a adolescents de Sydney, que formava part d'un projecte que tenia la finalitat d'ajudar els professionals de l'educació a entendre els seus alumnes. A partir d'aquell moment, Raewyn ha dedicat part de la seva vida a participar en investigacions relacionades amb el gènere i la sexualitat, i a estudiar com aquestes influeixen en la societat i en les diferents classes socials.
A la dècada dels 80 va prendre part en un grup d'investigadors amb una problemàtica comuna: el VIH / la SIDA. En aquella època era necessària l'acció social per regular aquest virus i per tant, van dur a terme treballs de camp sobre la pràctica sexual i el context social, incidint especialment en la comunitat gai.
A més, anys després, Connell va participar en un projecte sobre relacions de gènere al sector públic, amb la finalitat de proporcionar dades d'investigació per a noves polítiques d'igualtat de gènere. Va ser un treball sobre com el gènere influeix en els processos i les institucions polítiques, que va provocar controvèrsia.
La seva major contribució en aquest camp fou Gender and Power (1987), una teoria sociològica del gènere en context mundial. Fa una anàlisi social del gènere i la sexualitat: tracta el feminisme, els rols sexuals, la sociobiologia, l'estructura de les relacions de gènere a la vida contemporània i al llarg de la història... Però el punt clau del llibre és que Connell proposa una nova manera d'enfocar la masculinitat i la feminitat i ofereix una anàlisi complexa de les polítiques sexuals.
Paral·lelament, la investigació sobre la prevenció de la SIDA plantejava moltes preguntes sobre conceptes de la sexualitat. Per aquest motiu, el 1990, juntament amb altres sociòlegs australians, va publicar «Rethinking Sex».
Connell ha afirmat que, malgrat ser una investigadora amb moltes contribucions sobre la sexualitat, no tracta les qüestions de gènere amb distància, ja que ha viscut amb contradiccions d'aquesta mena tota la seva vida i, en conseqüència, ha escrit molt poc sobre la transsexualitat, només alguns articles i reflexions.

### Masculinities
Masculinities, possiblement l'obra més reconeguda de Connell, va ser publicada l'any 1995. En aquest llibre, Raewyn Connell argumenta que no hi ha un concepte únic de masculinitat, sinó que hi ha moltes masculinitats diferents relacionades amb la classe social i les diferents posicions de poder. A més, fa una anàlisi de com la nostra noció de la masculinitat ha anat evolucionant.
Masculinities tracta d'acomplir cinc objectius dins d'un mateix marc conceptual:
- Traçar la història de la investigació occidental moderna de la masculinitat.
- Presentar una teoria de les masculinitats, arrelada en la teoria social del gènere.
- Descriure les vides de quatre grups d'homes diferents atrapats en processos de canvi.
- Sintetitzar la història de les masculinitats occidentals i les seves expressions polítiques.
- Proposar estratègies per a la política d'igualtat de gènere.

El llibre consta de tres parts:
1. Knowledge and its Problems (El coneixement i els seus problemes): En aquesta primera part, Connell examina el caràcter del coneixement de la masculinitat produït en els principals projectes científics sobre masculinitat del segle XX: el primer basat en el coneixement clínic dels terapeutes amb les idees principals de la teoria de Freud, el segon basat en psicologia social i en el concepte dels rols sexuals i l'últim centrat en el desenvolupament de l'antropologia i la sociologia del moment. A més analitza posteriorment el coneixement de la masculinitat produït pels moviments de gènere i les polítiques sexuals.
2. Four Studies of the Dynamics of Masculinity (Quatre estudis sobre la dinàmica de la masculinitat): Aquests capítols presenten l'estudi i anàlisi de les vides de quatre grups diferents d'homes australians, seleccionats expressament per explorar diverses possibilitats de canvi en la masculinitat. Compara, per exemple, experiències d'homes sense feina de classe obrera amb homes de la mateixa edat però en una posició laboral i econòmica més favorable i descriu quines són les seves relacions familiars, la seva visió sobre la violència, sobre l'obligatorietat de l'heterosexualitat en els homes, sobre el paper de les dones, entre d'altres.
3. History and Politics (Història i política): En els últims tres capítols, es descriu com ha sigut la masculinitat al llarg de la història i les transformacions que s'han donat a causa del moviment feminista a partir del segle xix. Tracta també les polítiques de masculinitat presents i passades, definides per Connell com aquelles mobilitzacions i lluites en les quals el significat del gènere masculí i la seva posició en les relacions de gènere està en discussió. A més, parla de l'alliberament gai i de la influència de l'educació per trencar o perpetuar el concepte hegemònic de la masculinitat.

Aquest llibre ha estat àmpliament citat, traduït a moltes llengües i ha vist diverses edicions; la segona edició en anglès fou publicada en el desè aniversari del seu llançament i va ser signada per primera vegada amb el seu nom de dona, Raewyn Connell.

#### «Masculinitat hegemònica»
La masculinitat patriarcal / hegemònica ha imposat al llarg de la història uns cànons a les dones i també als homes, que s'han vist obligats a comportar-se de certa manera per a ser homes de veritat. És a dir, la masculinitat és el concepte social de com ha de ser un home (fort, valent, triomfador, dur, etc).
Considerat, doncs, el gènere amb relació a altres estructures socials -les classes socials i les races- Connell considera quatre tipus de masculinitats: hegemòniques, còmplices, subordinades i marginades. Així, el concepte de la masculinitat hegemònica, proposat per primera vegada per Raewyn Connell i explicat a la primera part de la seva obra Masculinities, no és un tipus de personalitat fix i invariable, sinó que és una manera d'expressar el gènere masculí, la manera més acceptada, la que perpetua el patriarcat, la que garanteix la posició dominant dels homes i la subordinació de les dones; i doncs la masculinitat que es troba en la posició hegemònica en una determinada estructura de relacions de gènere és una posició que sempre pot canviar.
Els altres tipus de masculinitat es defineixen amb relació a la que és hegemònica: les masculinitats subordinades són dominades i constitueixen un contramodel (com les masculinitats homosexuals), les còmplices donen suport a la situació perquè en treuen profit (sense conformar-s'hi necessàriament) i les marginades són de grups ètnics i socials dominats.
Així, Connell planteja unes masculinitats i unes relacions de gènere clarament dinàmiques. Però són els canvis en l'estructura de les relacions de gènere el que permet pensar només en una reconfiguració –i no necessàriament en una crisi– de la masculinitat.
És membre de l'Acadèmia de Ciències Socials d'Austràlia. L'Associació Australiana de Sociologia (TASA) va crear al 201 el Premi Raewyn Connell, bianual, al millor llibre australià de sociologia.

## Obres
| Any  | Títol                                                                                    |
| ---- | ---------------------------------------------------------------------------------------- |
| 1967 | Politics of the Extreme Right                                                            |
| 1977 | Ruling class, ruling culture: Studies of Conflict, Power and Hegemony in Australian Life |
| 1980 | Class Structure in Australian History                                                    |
| 1982 | Making the Difference: Schools, Families and Social Division                             |
| 1983 | Which Way is Up?: Essays on Sex, Class and Culture                                       |
| 1987 | Gender and Power: Society, the Person and Sexual Politics                                |
| 1989 | Staking a claim: feminism, bureaucracy and the state                                     |
| 1993 | Schools Social Justice                                                                   |
| 1993 | Rethinking sex: Social Theory and Sexuality Research                                     |
| 1995 | Masculinities                                                                            |
| 2000 | Male Roles, Masculinities and Violence: A Culture of Peace Perspective                   |
| 2001 | The Men and the Boys                                                                     |
| 2007 | Southern Theory: The global dynamics of knowledge in social science                      |
| 2009 | Gender: in world perspective                                                             |
| 2019 | The Good University                                                                      |

## Premis i Reconeixements
Ha rebut diversos premis de l'Associació Americana de Sociologia, per les seves contribucions a l'estudi de sexes i gènere. També ha estat premiada per l'Associació de Sociologia Australiana, pels seus serveis en sociologia a Austràlia.
El 17 d'abril de 2023 va ser investida doctora Honoris Causa per la Universitat Pompeu Fabra.